# Jarosław Gołembiowski
Jarosław Gołembiowski (ur. 10 lutego 1958 w Bielsku-Białej) – polski kompozytor, pianista i pedagog. Od 1986 roku mieszka na stałe w Chicago.

## Życiorys
Absolwent Państwowej Wyższej Szkoły Muzycznej we Wrocławiu. W 1981 roku ukończył studia na Wydziale Wychowania Muzycznego. W 1986 roku w tej samej uczelni ukończył kompozycję w klasie Zygmunta Herembeszty. W latach 1981–1986 pobierał dodatkowo prywatne lekcje fortepianu u Włodzimierza Obidowicza i Witolda Witkowskiego we Wrocławiu. 
Od 1986 roku mieszka na stałe w Chicago, gdzie prowadzi swoje studio muzyczne. W 1988 roku uczestniczył w Letnim Kursie Muzyki Komputerowej na Uniwersytecie Chicagowskim. W latach 1990–1991 ukończył Kurs Nauczania Metodą Suzuki, w Chicago Music Institute w klasie fortepianu Yasuko Joichi. W 1999 roku brał udział w Carnegie Hall Professional Training Workshop (The Ellen Taaffe Zwilich Young Composers Workshop). W 2013 obronił doktorat na Uniwersytecie Muzycznym Fryderyka Chopina w Warszawie.